# Papineauville
Papineauville, antes conocido como Haut de la Petite-Nation y Sainte-Angélique, es un municipio perteneciente a la provincia de Quebec en Canadá. Es la sede del municipio regional de condado (MRC) de Papineau en la región administrativa de Outaouais.

## Geografía

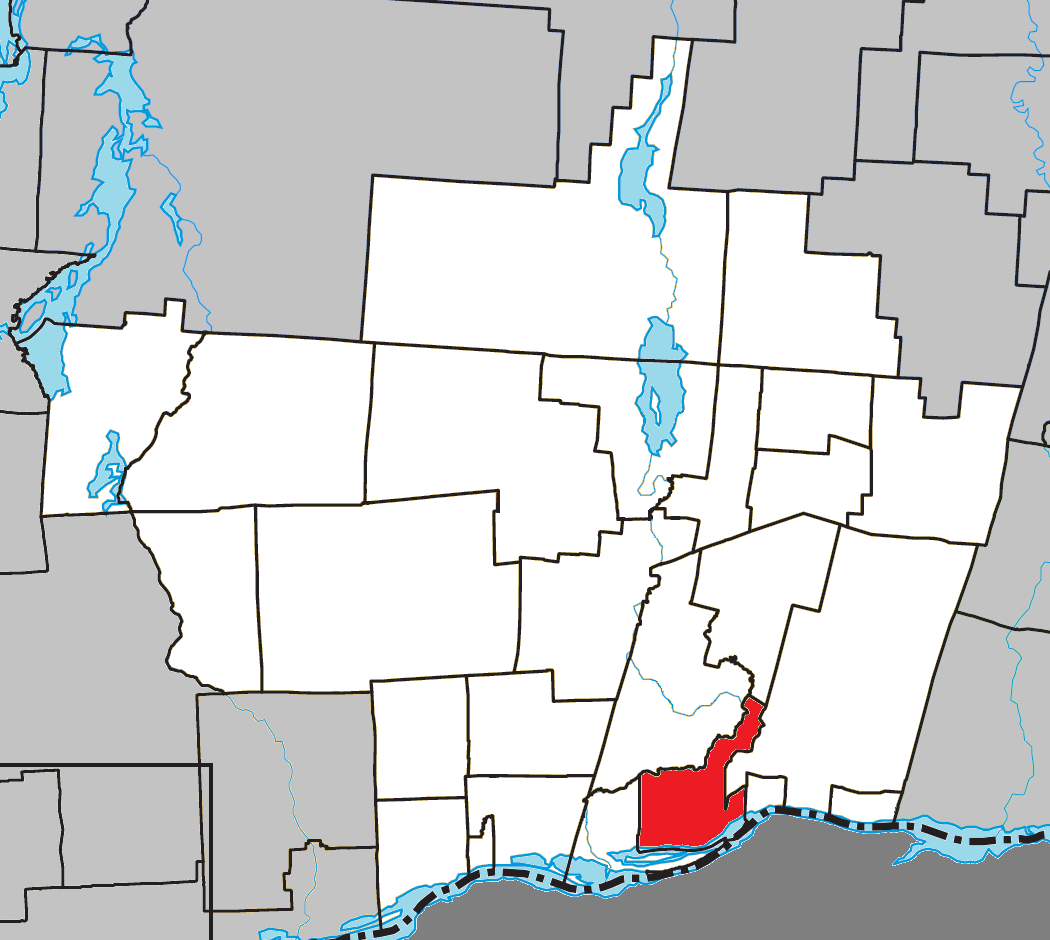
Ubicación de Sainte-Papineauville en el MRC de Papineau

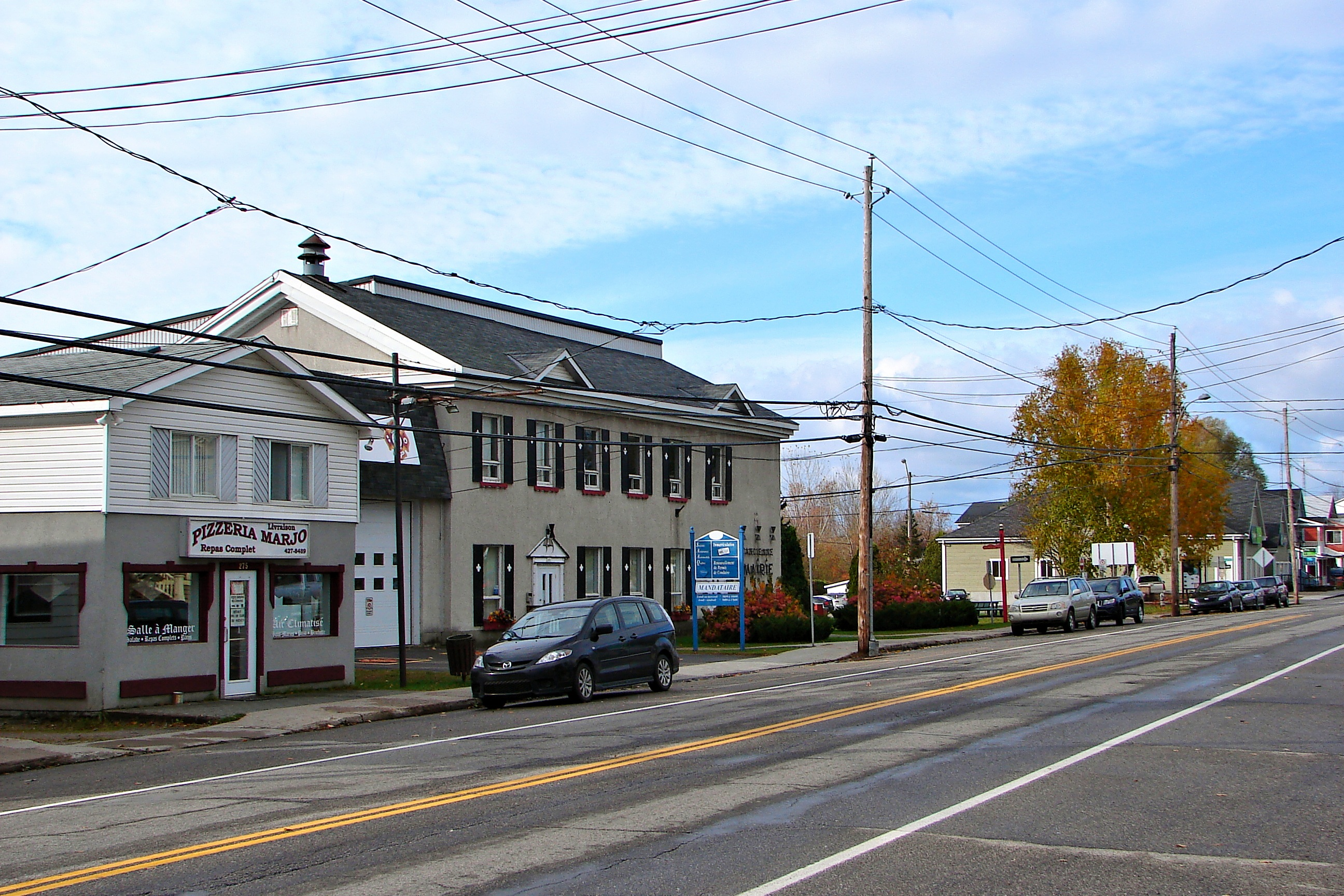
Antiguo ayuntamiento

Papineauville se encuentra por la ribera izquierda del río Ottawa, 8 km al oeste de Montebello y 10 km al sur de Saint-André-Avellin. Limita al oeste con Plaisance, al norte con Saint-André-Avellin, al noreste con Notre-Dame-de-la-Paix, al este con Notre-Dame-de-Bonsecours y Montebello. En ribera opuesta del Ottawa se encuentra Alfred et Plantagenet en Ontario, así como en el río una península que forma parte de Plaisance. Su superficie total es de 64,77 km², de los cuales 60,42 km² son tierra firme.

## Historia
La oficina de correos de Papineauville abrió en 1855. El nombre honra Joseph Papineau, señor de la Petite-Nation, o su hijo Denis-Benjamin Papineau, que es el fundador de la localidad. Su esposa, Angélique-Louise Comud dio un terreno para la construcción de la iglesia en la parte del señorío de la Petite Nation que se llamada Haut de la Petite-Nation. La nueva parroquia católica fue nombrada Sainte-Angélique por Joseph Papineau en 1851. El municipio de parroquia de Sainte-Angélique fue creado en 1855. El municipio de pueblo de Papineauville fue instituido en 1896 por separación del municipio de parroquia de Sainte-Angélique. El municipio actual es el resultado de la amalgamación del municipio de pueblo de Papineauville y del municipio de parroquia de Sainte-Angélique en 2000.

## Política
Papineauville está incluso en el MRC de Papineau. El consejo municipal se compone, además del alcalde, de seis consejeros sin división territorial. El alcalde actual (2015) es Christian Beauchamp, que sucedió a Gilles Clément en 2005.
|            | 2005-2009                                                                                                | 2009-2013 | 2013-2017                                                                               |
| Alcalde    | André Blais                                                                                              | Gilles Clément                                                                                                  | Christian Beauchamp                                                                     |
| Consejeros | Christian Beauchamp Pierre Hébert Marie-Anne Jolicoeur-Poulin Michel Leblanc Claire Mongrain Roger Tassé | Christian Beauchamp Jean-Yves Carrière Alain Clément** Laurent Clément Paul Gagnon Michel Leblanc Yves Provost* | Jean-Yves Carrière Alain Clément Laurent Clément Paul Gagnon Michel Leblanc Roger Tassé |

 * Consejero al inicio del termo pero no al fin.  ** Consejero al fin del termo pero no al inicio. # En el partido del alcalde.
El municipio está ubicado en la circunscripción electoral de Papineau a nivel provincial y de Argenteuil—Papineau—Mirabel a nivel federal.

## Demografía
Según el censo de Canadá de 2011, Papineauville contaba con 2165 habitantes. La densidad de población estaba de 35,4 hab./km². Entre 2006 y 2011 hubo una diminución de 2 habitantes (0,1 %). En 2011, el número total de inmuebles particulares era de 1078, de los que 973 estaban ocupados por residentes habituales, otros siendo desocupados o residencias secundarias. El pueblo de Papineauville contaba con 1587 habitantes, o 73,3% de la población del municipio, en 2011. La población del pueblo aumentó entre 2006 y 2011 (5,6 %).
Evolución de la población total, Papineauville, 1991-2015
Nota: Una parte del territorio de Papineauville fue adjuntado al municipio vicino de Plaisance en 2002. La población en el territorio de Papineauville como definido antes 2002 era de 2247 en 2001 contra 2262 en 1996.

## Sociedad

### Personalidades
- Joseph Papineau (1752-1841), señor
- Louis-Joseph Papineau (1786-1871), señor, deputado y patriota
- Denis-Benjamin Papineau (1789-1854), fundador y deputado
- Henri Bourassa (1868-1952), periodista, alcalde y deputado